# William Rose (Maler)

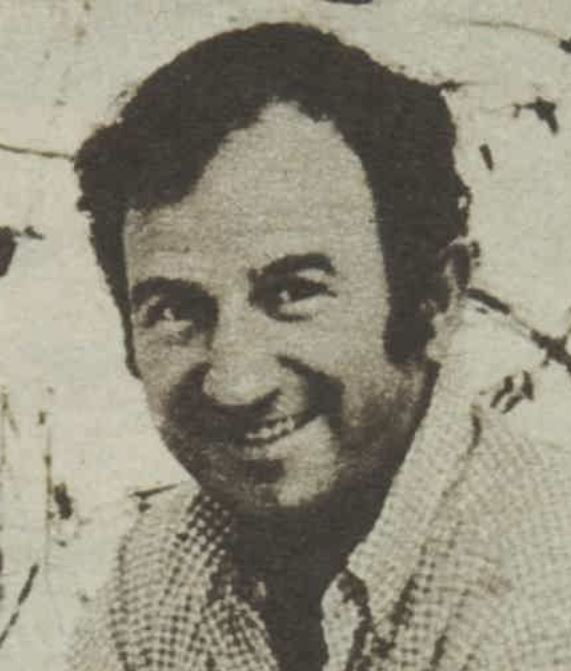
William Rose, 1968

William Rose (* 29. September 1929 in Carrington, New South Wales; † 24. Dezember 1997 in Sydney, New South Wales) war ein abstrakter australischer Maler.

## Leben
William Rose fuhr anfänglich zur See und arbeitete in Fabriken der Industriestadt Newcastle, nördlich von Sydney. Nach einem Kunststudium am Newcastle Technical College zeigte er 1954 dort erstmals seine Arbeiten. Danach zog er nach Sydney, wo er erst am East Sydney Technical College und dann an der Julian Ashton Art School studierte.
In Sydney knüpfte Rose Kontakte zu Künstlern des Abstrakten Expressionismus. Seine Werke bildeten 1956 Teil der einflussreichen Ausstellung Direction 1 in den Macquarie Galleries von Treania Smith in Sydney, zusammen mit den anderen abstrakten Künstlern John Olsen, John Passmore, Eric Smith und Robert Klippel. Trotz der Teilnahme an dieser Ausstellung weist seine Kunst deutliche Unterschiede zum üblichen abstrakten Expressionismus auf, er selbst bezeichnete sich als Konstruktivist.
1964 unternahm er eine zwölfmonatige Studienreise nach Europa, die von einer Gruppe von Geschäftsleuten finanziert wurde, die eine Ausstellung seiner Werke organisiert hatten, bei der zwölf seiner Gemälde verkauft wurden. 1966 zog er in ein Haus in Paddington, einem Vorort Sydneys, wo er mit seiner Ehefrau Sharn und seiner Tochter Kate lebte. Rose war langsam taub geworden, jedoch konnte er 1967 nach einer Operation sein Gehör wieder erlangen. Rose hatte eine Leidenschaft für die klassische Musik.
In seinem abstrakten Werk verwendete Rose einen ausgeprägten linearen Stil. Er zeichnete feine Linien auf die Leinwand, trug dann Farbe auf und schuf so seine markanten, kraftvollen, kreuzweise schraffierten Gitter, die auf weißem Grund schweben und damit von einem neutralen Raum umgeben sind. Der Künstler wandte sich allmählich von seinen frühen vertikalen und horizontalen Strukturen hin zu seinen charakteristischen diagonal geschuppten Rastern und gab so seinen späteren Werken einen frischen, lebendigen Rhythmus.
Ein Kritiker bemängelte 1974, dass Rose in seinem Stil festhänge und auf dieses Format vertraue, da er wüsste, wie es funktioniert. Seine Gemälde seien ein Klischee des modernen Lebens geworden und nicht weit von intelligenter Illustration entfernt.

## Werke (Auswahl)
- Burgsons Blues
- Metropolis, 1959
- Eclogue, 1961
- Metamorphosis
- Infinity & the Fourth Dimension, 1986
- Kinetic energy
- Emu
- Port Jackson
- Industrial landscape
- Construction, 1956
- Aural painting, 1959
- Cosmorama

## Ausstellungen (Auswahl)
Sammelausstellungen
- Direction 1, Macquarie Galleries, Sydney, NSW vom 4. Dezember 1956 – 10. Dezember 1956
- Recent Australian Painting, Whitechapel Art Gallery, London, UK von Juni 1961 – Juli 1961
- Antipodean Vision, Tate Gallery, London 1963
- Save Victoria Street, Save Victoria Street campaign headquarters, 109 Victoria Street, Potts Point, NSW vom 13. Mai 1973 – Mai 1973

Einzelausstellungen
Von 1957 bis 1991 hatte Rose etwa 20 Einzelausstellungen in Melbourne, Sydney sowie im Everson Museum of Art von Syracuse, New York 1982 (Metaphysical Australian Structures) und eine weitere in der Penrith Regional Gallery & The Lewers Bequest 1991.
In öffentlichen Sammlungen
William Roses Werke sind in den wichtigsten australischen Kunstgalerien wie der National Gallery of Australia, der Art Gallery of New South Wales, der Art Gallery of South Australia, der Art Gallery of Western Australia, der National Gallery of Victoria, der Queensland Art Gallery, den Museen und Kunstgalerien des Northern Territory, der Queen Victoria Art Gallery, Tasmanian Museum and Art Gallery, der Newcastle Regional Gallery und der Rockhampton Regional Gallery vertreten.

## Auszeichnungen
- Royal Easter Show Industrial Prize[1]
- Transfield Prize, 1967[5]